# Hof van Santhoven

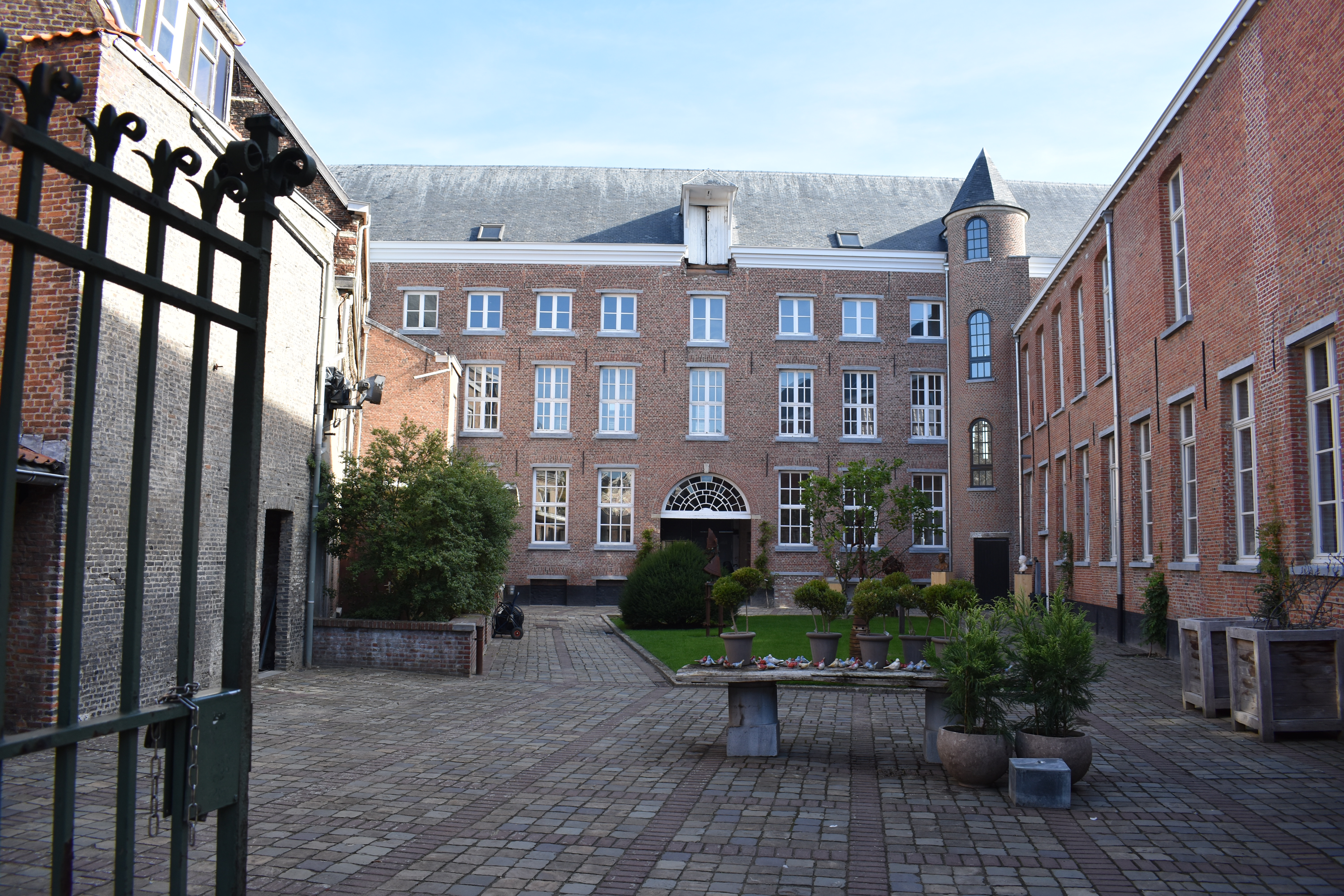
Hof van Santhoven: zicht op de binnenplaats.

Het Hof van Santhoven is een historisch gebouwencomplex in Lier, daterend uit de 18e eeuw. Het Hof bestaat uit enkele bakstenen gebouwen rond een binnenplaats, en is gelegen tussen de Vismarkt, de Aragonstraat en de Binnennete.

## Historiek
De geschiedenis van het Hof zou in de kern teruggaan tot de 15e eeuw, maar het eigenlijke Hof bestond uit twee panden, het Hof van Santhoven, genoemd naar de vroegere bewoner Jan Van Santhoven, en de Haeve Brauwerye, beide eigendom van brouwer Balthazar de Ka. 
Op 20 oktober 1496 brachten Filips de Schone en Johanna van Castilië hun eerste huwelijksnacht door in het Hof van Santhoven.
In 1757 kwam er de textielfabriek De Heyder met ververij en drukkerij, daarna een zijdefabriek. Nog later wordt het complex gebruikt als woonplaats voor arbeidersgezinnen, maar het raakte stilaan in verval. Vanaf 1880 werden hier scholen gevestigd, eerst tot 1930 het Sint-Gummaruscollege, later de Stedelijke Academie voor Schone Kunsten en uiteindelijk tot juni 2010 de Kunsthumaniora. Daarna werd het gebouw verkocht aan een projectontwikkelaar, die er luxeappartementen zou in onderbrengen.